# Léon d'Astros
Pour les articles homonymes, voir D'Astros.
Léon d'Astros (Joseph Jacques Léon d'Astros), né à Tourves le 15 novembre 1780 et décédé à Aix-en-Provence le 31 décembre 1863, est un médecin et écrivain provençal de langue d'oc du XIXe siècle.
C'est un précurseur de la Renaissance provençale qui fut portée par la suite par Joseph Roumanille, Frédéric Mistral et qui aboutit à la fondation du Félibrige. À ce titre, il présida le premier Congrès des "Troubaires" provençaux qui prépara la fondation du Félibrige.
Une rue du 13e arrondissement de Marseille porte son nom.

## Biographie

### Origines
Il est le fils de Jean François Louis d'Astros (décédé en 1789), reçu avocat au Parlement de Paris, et notaire royal à Tourves, et de Marie Madeleine Angélique Portalis.
Il est le cadet d'une fratrie de 9 enfants, dont : 
- Le cardinal Paul d'Astros, qui joua le rôle de père de substitution pour Léon d'Astros après le décès de leur père ;
- Marie Françoise d'Astros (1775-1838), dont l'archevêque Dominique Castellan est l'arrière petit-fils.

Il est le neveu par sa mère du juriste, parlementaire et homme d’État provençal Jean Portalis qui fut un des rédacteurs principaux du Code civil.

### Formation
Léon d'Astros a fait ses études de médecines à l'université de Montpellier à partir de 1798. Après les cours, il prit l'habitude de rédiger des vers ou petits contes pour amuser la galerie. Il ne prit goût que plus tard à la poésie provençale.
En 1801, son oncle Jean-Étienne-Marie Portalis (qui venait d'être chargé de la direction des cultes, et de nommer son frère Paul-Thérèse-David d'Astros à la tête de son cabinet) le fit venir à Paris, où il finit ses études de médecine. Il quitta Paris pour Montpellier pour y soutenir sa thèse de médecine, datée du 19 juillet 1803.

### Vie privée
Il a épousé Rose-Madeleine Rostan (sœur du médecin et universitaire Léon Rostan), dont il a eu 10 enfants, dont :
- Léon-Louis-Jean-Balthasar d'Astros, docteur en médecine à Marseille, félibre, épousera la fille de Barthélémy Thomas Strafforello.

### Vie professionnelle
Il s'installe avec sa femme à Marseille durant l'été 1803. Le 2 décembre 1803, il est nommé membre de la société de médecine de Marseille. Le 22 mars 1804, il est nommé médecin de la Miséricorde. Le 27 avril 1804, il est nommé membre du jury de médecine.
Sa santé s'altérant sous les effets de l'excès de travail et de l'air marin, il déménage à Tourves, sa commune de naissance, vers 1805. Il y resta une quinzaine d'années. C'est à Tourves qu'il se met à écrire de la poésie provençale, et écrit notamment sa version provençale de nombreuses Fables de La Fontaine. Il devient également maire de la commune de 1814 jusqu'en 1819, date de son départ pour Aix-en-Provence.
Le 17 juin 1819, il s'établit à Aix-en-Provence (pour des raisons financières et pour l'éducation de ses enfants grandissants), ville dont il était déjà membre (au fauteuil 19 à partir de 1829) de l'Académie des Sciences, des Lettres, de l’Agriculture et des Arts depuis 1817. Il est nommé la même année médecin des Hospices de la Ville. En 1820, il est nommé médecin des Prisons d'Aix et membre du jury médical des Bouches-du-Rhône. De février 1834 à juin 1836, il devient Président de l'Académie d'Aix. En 1858, il démissionne de sa charge du service de santé des prisons d'Aix, et son neveu Léon Castellan est nommé pour le remplacer.
Il affronte avec dévouement les diverses et célèbres épidémies de choléra (1835, 1837, 1849, et 1854) qui affligèrent la Provence durant sa carrière. En 1838, il publie un document sur la quinine : De la fièvre pernicieuse, — un mot sur l'importance qu'il y a de la connaître, dès son début, et de savoir le moment d'administrer la quinine.

## Publications

### Œuvres littéraires par type
Fablos, traduction libre des Fables de La Fontaine (par ordre de publication) :
- Lou Croupatas et lou Reinard (inspiré de la fable Le Corbeau et le Renard), 1823
- Lou Loup et lou Chin (inspiré de la fable Le Loup et le Chien), 1823
- Leis animaus ataquas de la pesto (inspiré de la fable Les Animaux malades de la peste), 1823
- Leis Fremos et lou Secret (inspiré de la fable Les Femmes et le Secret), 1823
- Lou Muou que vanto sa lignado (inspiré de la fable Le Mulet se vantant se sa généalogie), 1827
- La Coouquihado et seis Pichots, eme lou Mestre d'un loou (inspiré de la fable L'Alouette et ses petits, avec le maître d'un champ), 1827
- Lou Cat, la Moustèlo et lou pichot Lapin (inspiré de la fable Le Chat, la Belette et le Petit Lapin), 1827
- Leis dous Pigeouns (inspiré de la fable Les Deux Pigeons), 1827
- La Cigalo et la Fournigo (inspiré de la fable La Cigale et la Fourmi), 1840
- Lou maou Marida (inspiré de la fable Le Mal Marié), 1840
- Leis Laires et l'Ase (inspiré de la fable Les Voleurs et l'Âne), 1840
- Leis Granouihos que demandount un Rei (inspiré de la fable Les Grenouilles qui demandent un Roi), 1840
- Lou Bastidan, soun Chin et lou Reinard (inspiré de la fable Le Fermier, le Chien et le Renard), 1844
- Lou Loup et l'Agneou (inspiré de la fable Le Loup et l'Agneau), 1844

Estancis de Racan, adaptation des Stances sur les agréments et les douceurs de la vie champêtre de Racan, 1840
Fable entièrement de sa main : L'Esquiroù et lou Rèinard (L'écureuil et le renard), 1854
Discours en provençal :
- Discours en proverbes provençaux lors de la séance publique de l'Académie d'Aix du 8 juin 1844, 1844
- Discours d'ouverturo prononcé au Roumavagi deis troubaires à Aix le 21 août 1853, 1854

Contes :
- Meste Simoun et soun Ai (Maitre Simon et son âne), 1854
- L'Usurier et son fils, 1861

### Publications littéraires
- « Traduction livre, en vers provençaux, de quelques fables de La Fontaine : Lou Croupatas et lou Reinard, p. 449 ; Lou Loup et lou Chin, p. 451 ; Leis animaus ataquas de la pesto, p. 455 ; Leis Fremos et lou Secret, p. 460 », Recueil de Mémoires [...] de la Société des Amis des Sciences, des Lettres, de l'Agriculture et des Arts, à Aix [...], Aix, Augustin Pontier, vol. II,‎ 1823, p. 449-464 (lire en ligne)
- « Fables provençales : Lou Muou que vanto sa lignado, p. 381 ; La Coouquihado et seis Pichots, eme lou Mestre d'un loou, p. 384 ; Lou Cat, la Moustèlo et lou pichot Lapin, p. 391 ; Leis dous Pigeouns, p. 396 », Recueil de Mémoires [...] de la Société Académique d' Aix [...], Aix, Pontier fils ainé, vol. III,‎ 1827, p. 381-401 (OCLC 742901463, lire en ligne)
- « Poésies provençales : La Cigalo et la Fournigo, p. 461 ; Lou maou Marida, p. 462 ; Leis Laires et l'Ase, p. 465 ; Leis Granouihos que demandount un Rei, p. 466 ; Traduction libre des Stances sur les agréments et les douceurs de la vie champêtre, p. 470 », Mémoires de l'Académie des Sciences, Agriculture, Arts et Belles-Lettres d'Aix, Aix, Nicot et Aubin, vol. IV,‎ 1840, p. 461-477 (OCLC 742909449, lire en ligne)
- « Deux fables suivies d'un discours en proverbes provençaux : Lou Bastidan, soun Chin et lou Reinard, p. 123 ; Lou Loup et l'Agneou, p.127 ; Discours (lu le 8 juin 1844), p. 129 », Mémoires de l'Académie des Sciences, Agriculture, Arts et Belles-Lettres d'Aix, Aix, Veuve Tavernier, vol. V,‎ 1844, p. 121-136 (OCLC 742669481, lire en ligne)
- « Discours d'ouverturo », p. 7-10 ; « L'Esquiroù et lou Rèinard », p. 129-131 ; « Meste Simoun et soun Ai », p. 267-268, dans Jean-Baptiste Gaut, Roumavagi deis troubaires : Recueil des poésies lues ou envoyées au Congrès des Poètes Provençaux, tenu à Aix, le dimanche 21 aout 1853, Aix, Aubin, 1854, 328 p. (lire en ligne)
- « L'Usurier et son fils : Conte », Mémoires de l'Académie des Sciences, Agriculture, Arts et Belles-Lettres d'Aix, Aix, Illy, vol. VIII,‎ 1861, p. 575-576 (lire en ligne)

### Médecine
- « Rapport sur un ouvrage de M. le docteur Payan intitulé Essai thérapeutique sur l'iode », Mémoires de l'Académie des Sciences, Agriculture, Arts et Belles-Lettres d'Aix, Aix, Illy, vol. VII,‎ 1857, p. 1-26 (lire en ligne)
- « Consultation : Lettre de M. *** à M. le docteur *** et Réponse de M. le docteur. », Mémoires de l'Académie des Sciences, Agriculture, Arts et Belles-Lettres d'Aix, Aix, Illy, vol. VII,‎ 1857, p. 395-406 (lire en ligne)
- « Du Délire : A quel signe on reconnait s'il est sympathique ou idiopathique, lorsqu'il survient dans une maladie aigüe au temps où elle peut être ou n'être pas jugée ? », Mémoires de l'Académie des Sciences, Agriculture, Arts et Belles-Lettres d'Aix, Aix, Veuve Tavernier, vol. VI,‎ 1845, p. 329-336 (lire en ligne)
- De la fièvre pernicieuse : Un mot sur l'importance qu'il y a de la connaître, dès son début, et de savoir le moment d'administrer la quinine, Aix-en-Provence, Nicot, 1838, 24 p. (OCLC 1157843570)
- « Histoire d'une Anasarque guérie par la diète sèche », Recueil de Mémoires [...] de la Société Académique d' Aix [...], Aix, Pontier fils ainé, vol. III,‎ 1827, p. 174-184 (lire en ligne)

### Autres
- « Histoire d'une Plante de Blé », Recueil de Mémoires [...] de la Société des Amis des Sciences, des Lettres, de l'Agriculture et des Arts, à Aix [...], Aix, Augustin Pontier, vol. II,‎ 1823, p. 166-172 (lire en ligne)